# Heinrich Aloys Praeger
Heinrich Aloys Praeger   (Amsterdam, 23 de desembre de 1783 - Magdeburg, 7 d'agost de 1854) va ser un director musical, violinista i compositor, així com mestre de capella alemany-holandès. També va ser considerat com un important virtuós de la guitarra.
Fou el pare del també compositor i músic Ferdinand Praeger (1815-1891). Es distingí com a violinista, com a guitarrista i com a compositor, i va ser director musical a Leipzig i Magdeburg. Des de 1825 fins 1830 redactà una revista musical que es publicà a Meissen amb el títol Polyhymnia.
És autor de l'òpera Die Versöhnung, de diverses composicions escèniques, de música sacra (Salm CXIII, diverses misses, etc.) i altres obres. A més, deixà, el manuscrit Gradus ad Parnassum musical.